# Zhuhongmiao
Zhuhongmiao (kinesiska: 朱洪庙乡, 朱洪庙) är en socken i Kina. Den ligger i provinsen Shandong, i den östra delen av landet, omkring 260 kilometer sydväst om provinshuvudstaden Jinan. Antalet invånare är 25897. Befolkningen består av 12 833 kvinnor och 13 064 män. Barn under 15 år utgör 20,0 %, vuxna 15-64 år 68 %, och äldre över 65 år 10,0 %.
Genomsnittlig årsnederbörd är 778 millimeter. Den regnigaste månaden är juli, med i genomsnitt 192 mm nederbörd, och den torraste är januari, med 6 mm nederbörd.